# Горный территориальный округ Республики Дагестан
Горный территориальный округ Республики Дагестан — территориальная единица Дагестана, созданная в 2013 году. Административный центр — село Хунзах.
Округ был создан по указу главы Дагестана Рамазана Абдулатипова.
10 декабря 2020 года территориальный округ были упразднён.

## Население

### Национальный состав
По данным Всероссийской переписи населения
 2010 года, (данные по районам и городам, позже вощедщие в состав Горного территориального округа Республики Дагестан):
| Народ    | Численность, чел. | Доля от всего населения, % |
| -------- | ----------------- | -------------------------- |
| аварцы   | 317 356           | 69,57 %                    |
| даргинцы | 106 571           | 23,36 %                    |
| лакцы    | 24 505            | 5,37 %                     |
| другие   | 7 689             | 1,74 %                     |
| всего    | 456 121           | 100 %                      |

## Административное деление
Округ состоит из 16 районов и 1 участка.
- Акушинский район — с. Акуша
- Ахвахский район — с. Карата
- Ботлихский район — с. Ботлих
- Гергебильский район — с. Гергебиль
- Гумбетовский район — с. Мехельта
- Гунибский район — с. Гуниб
- Кулинский район — с. Вачи
- Лакский район — с. Кумух
- Левашинский район — с. Леваши
- Тляратинский район — с. Тлярата
- Унцукульский район — с. Унцукуль
- Хунзахский район — с. Хунзах
- Цумадинский район — с. Агвали
- Цунтинский район — с. Цунта
  - Бежтинский участок — с. Бежта
- Чародинский район — с. Цуриб
- Шамильский район — с. Хебда